# Otto Tennilä
Otto Tennilä (* 20. März 1993 in Helsinki) ist ein finnischer Tischtennisspieler. Er ist Linkshänder, Angriffsspieler und verwendet die Shakehand-Schlägerhaltung. Als Beläge nutzt er auf der Vorhand einen Rakza 9, während er auf der Rückhand mit einem Rakza X spielt.

## Werdegang
Tennilä trat erstmals 2010 bei der Jugend-EM auf, wo er im Einzel in der Runde der letzten 64 scheiterte und mit der Mannschaft auf Rang 30 kam. 
2011 nahm er am selben Event teil, konnte aber keine nennenswerten Platzierungen erreichen. Im Jahr 2012 spielte er erstmals bei einer Weltmeisterschaft mit. Bisher (2020) nahm er an zwei Europameisterschaften und drei Weltmeisterschaften teil. 

## Turnierergebnisse
| Verband | Veranstaltung              | Jahr | Ort      | Land | Einzel    | Doppel    | Mixed     | Team |
| ------- | -------------------------- | ---- | -------- | ---- | --------- | --------- | --------- | ---- |
| FIN     | Europameisterschaft        | 2019 | Nantes   | FRA  |           |           |           | 23   |
| FIN     | Europameisterschaft        | 2016 | Budapest | HUN  | Qual.     | letzte 64 |           |      |
| FIN     | Weltmeisterschaft          | 2018 | Halmstad | SWE  |           |           |           | 53   |
| FIN     | Weltmeisterschaft          | 2013 | Paris    | FRA  | Qual.     | letzte 32 | letzte 64 |      |
| FIN     | Weltmeisterschaft          | 2012 | Dortmund | GER  |           |           |           | 45   |
| FIN     | Jugend-Europameisterschaft | 2011 | Kasan    | RUS  | letzte 64 |           |           | 28   |
| FIN     | Jugend-Europameisterschaft | 2010 | Istanbul | TUR  | letzte 64 |           |           | 30   |

## YouTube-Karriere
Im Jahr 2012 gründeten Otto Tennilä und die ebenfalls in der Nationalmannschaft spielenden Miikka O’Connor und Emil Rantatulkkila den YouTube-Kanal Pongfinity. Auf diesem Kanal veröffentlichen sie Tischtennis-Unterhaltungsvideos mit verschiedenen Trickshots. Der Kanal hat derzeit (Juni 2023) über 4 Millionen Abonnenten.